# Mai Meneses
María Isabel Meneses García-Valdecasas (Madrid, 4 de enero de 1978), más conocida como Mai Meneses, es una cantante, compositora y música española. Suya es la voz y las composiciones del grupo Nena Daconte, que en la actualidad es su proyecto musical.

## Biografía
Mai Meneses nació en Madrid en el seno de una familia numerosa, siendo la pequeña de seis hermanos. Su padre es cordobés y su madre, almeriense. Por el trabajo de su padre, pasó gran parte de su infancia trasladándose entre ciudades. Durante su infancia, Mai vivió en Zaragoza, Jaén, Barcelona para posteriormente afincarse en Madrid.
Desde una temprana edad se interesa por la música, escuchando a grupos que sus hermanos mayores ponían en casa, tales como The Beatles, The Who, Elvis Costello, Mecano, Nacha Pop, Los Secretos, Louis Armstrong y Ella Fitzgerald.
Con 15 años comienza a componer sus propios temas e inicia estudios de canto, piano y armonía en Madrid. Compagina estos estudios con una banda de pop rock de local con la que graba su primera maqueta de cuatro canciones en el estudio madrileño Kirios.

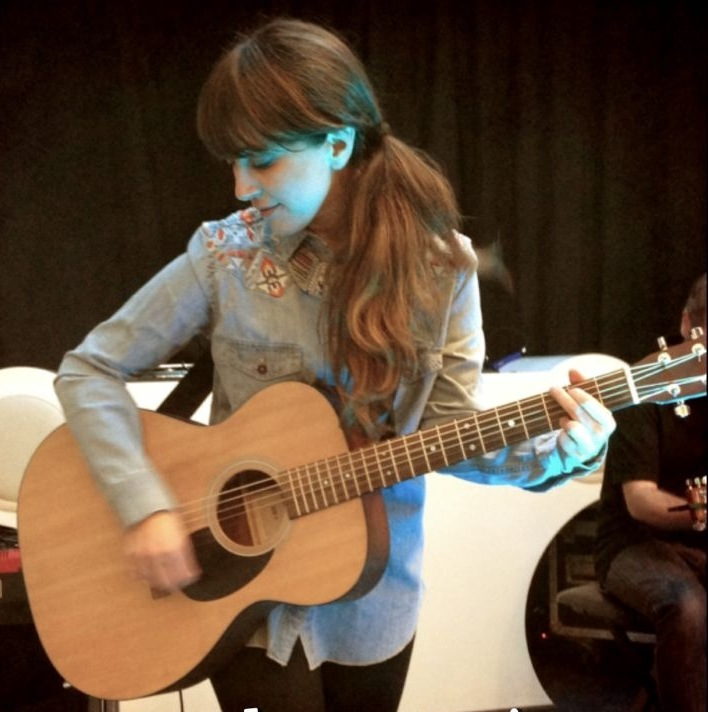
Mai Meneses (2013)

Durante esa etapa, comienza a tocar sus propias canciones junto con versiones de temas conocidos en pequeños pubs de la capital como Al’ Laboratorio o Siroco a la vez que sigue componiendo. Es durante esta época cuando compone «Idiota», canción que años más tarde se convertiría en el primer éxito de Nena Daconte.
A los 22 años se licencia en Derecho por la Universidad San Pablo CEU de Madrid y estudia un curso de teatro musical en Memory.
En 2001 se traslada a vivir a la localidad de Cuevas del Almanzora (Almería), y un año más tarde se presenta al casting de la segunda edición del concurso televisivo de nuevos talentos musicales, Operación Triunfo. A pesar de ser expulsada la primera, consiguió la oportunidad de editar un sencillo en solitario compuesto por ella titulado Vuelve.

## Nena Daconte
Tras su paso por OT se autoeditó su primer disco en 2005, He Perdido Los Zapatos, que incorpora dentro del proyecto a su pareja de entonces, el músico Kim Fanlo. Aunque todas las composiciones son de Meneses, Nena Daconte pasa a ser un dúo y licencia en Universal los trabajos publicados con su sello. 

### He perdido los zapatos(2006)
En 2006 Nena Daconte es fichado por la discográfica Universal Music Spain y el álbum sale a la venta en España el 27 de marzo de 2006. La música y letras del disco están compuestas por Mai Meneses, estando basadas en composiciones suyas escritas durante años anteriores.
Idiota fue el primer sencillo promocional del álbum. En la edición de Universal Music Spain se incluye un remix de «Idiota» producido por Carlos Jean y masterizado en Nueva York.

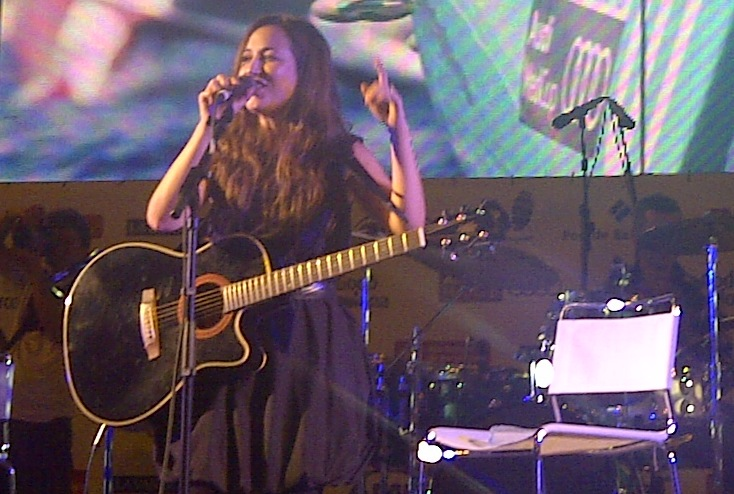
Mai Meneses en directo. Barcelona 2011

El segundo sencillo se tituló En qué estrella estará, también compuesta por Mai, y fue escogida como la canción oficial de la Vuelta Ciclista a España 2006. Para la ocasión, Nena Daconte grabó un videoclip junto con el actor, Antonio Banderas.
En octubre de 2006, En qué estrella estará se convierte en el primer número 1 de Nena Daconte en los 40 Principales.
Al poco tiempo, He perdido los zapatos se convirtió en disco de oro en España.
En 2006 y gracias al éxito de He perdido los zapatos, Nena Daconte recibió el Premio Ondas como Artista Revelación.
En 2007 el dúo lanza una edición de lujo de He perdido los zapatos, que incluía como pistas adicionales versiones acústicas de «Engáñame a mí también» y «Pierdo el tiempo», así como una versión del tema de Bob Dylan (que popularizó Manfred Man) «The Mighty Quinn», canción que fue elegida como sintonía del anunció de Codorniú en 2007. Aparte del CD musical, también se incluyó un DVD con videoclips, reportajes, fotos y entrevistas inéditas.

### Retales de carnaval(2008)

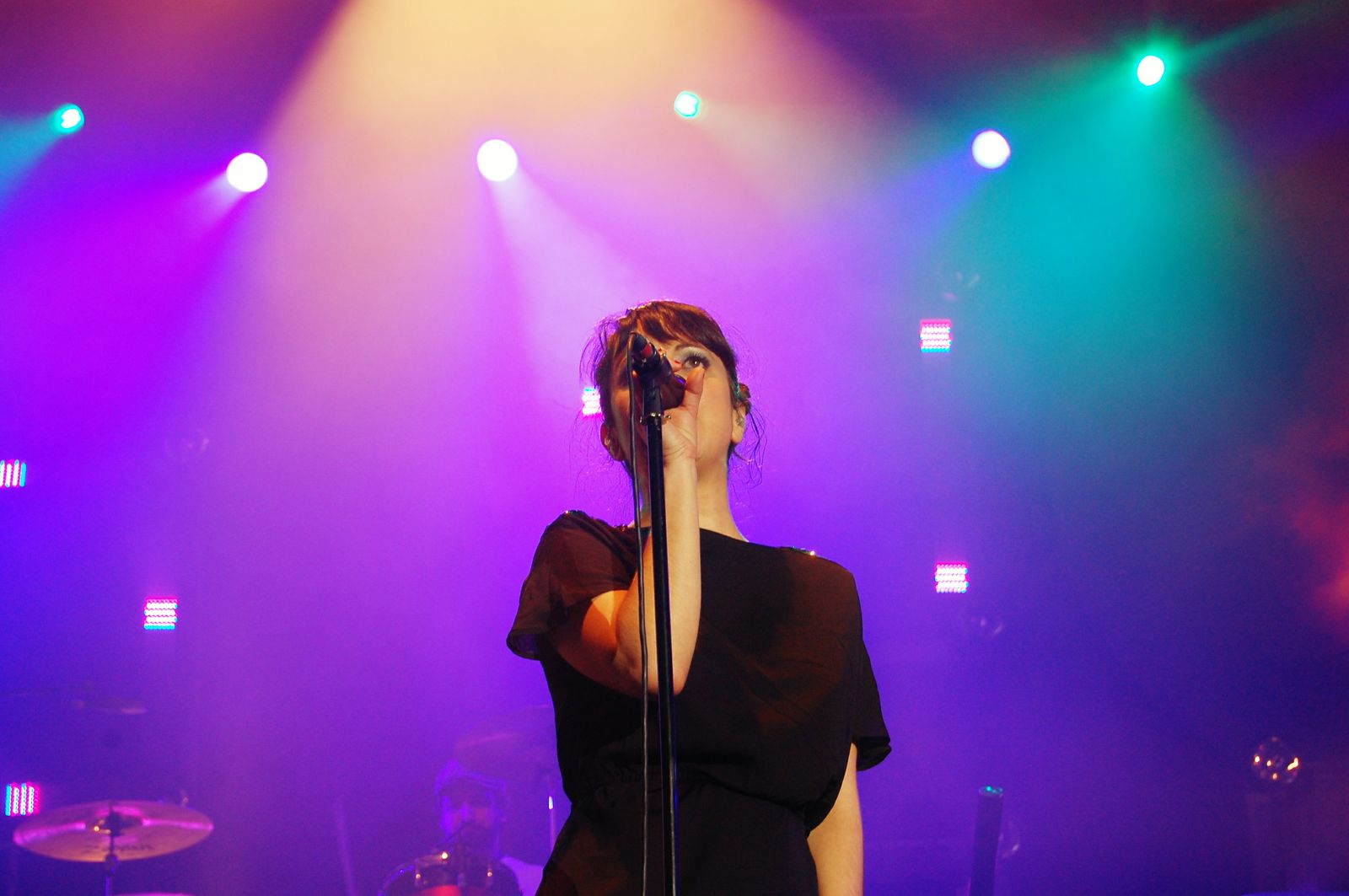
Mai en directo (2010)

Tras el éxito de su álbum debut, publican en 2008 su segundo disco, titulado Retales de carnaval. La composición, tanto de todas las melodías como de las letras de las canciones, volvió a estar a cargo de Mai.
Tenía tanto que darte fue el primer sencillo del álbum y alcanzó el número 1 de la lista de los 40 Principales ese mismo año. El vídeo ha sido visto más de 5 millones de veces en el canal YouTube.
Tras el éxito cosechado por Tenía tanto que darte, el segundo sencillo publicado fue El Aleph, título inspirado en la obra del mismo nombre del escritor argentino Jorge Luis Borges en 1949.
El videoclip de «El Aleph» fue dirigido por el director de cine Juan Antonio Bayona (director de Lo imposible y Premio Goya 2008 por El Orfanato y en 2012 por Lo Imposible) y rodado en Ciudad Meridiana (Barcelona).
El tercer sencillo publicado fue la canción «Ay! Amor» que enlazó con la colaboración de Nena Daconte con el artista argentino Coti en Perdóname, segundo sencillo de su álbum Malditas canciones.
A lo largo del año, el álbum Retales de carnaval se convierte en Disco de Platino.

### Una mosca en el cristal(2010)
Una mosca en el cristal es su tercer disco, producido en 2010 por el excomponente del grupo Tequila, Alejo Stivel. Es el primer disco desde que Mai Meneses continuara con el proyecto de Nena Daconte en solitario.
Nena Daconte regresó a Los 40 Principales en octubre de 2010 con No te invité a dormir, su primer sencillo del tercer álbum. En febrero de 2011, aparece su segundo sencillo, Perdida.
Con posterioridad, en septiembre de 2011, se presenta el vídeo de «El halcón que vive en mi cabeza», realizado en Barcelona por David Ruano. El último vídeo realizado para el disco fue «Son niños».
Durante este mismo periodo, Nena Daconte participa en el disco homenaje a Antonio Vega El alpinista de los sueños, interpretando el tema «Tesoros» junto con el cantante mallorquín L.A.
Ya en el 2012, Nena Daconte pone letra y voz a «Pero si tú no estás», tema principal de la banda sonora de la serie La Fuga, protagonizada por Maria Valverde y Aitor Luna.
En 2011 colabora con el grupo de punk Airbag en la canción «Trailer» de su último disco Manual de Montaña Rusa.
En septiembre de 2012, Mai Meneses participa en la exposición solidaria de pintura Voces que pintan, aportando una obra original suya titulada "La señora lápiz", pintada en pastel.

### Sólo muerdo por ti(2013)

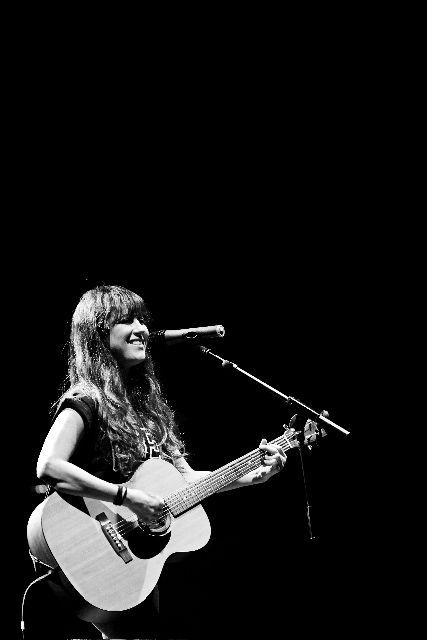
Nena Daconte en directo (Madrid, 2013)

El 30 de abril de 2013 Nena Daconte publicó su cuarto álbum de estudio titulado Sólo muerdo por ti, grabado en los estudios Sonobox (Madrid) bajo la producción de Manuel Colmenero y Jabibu Carretero (Vetusta Morla, Eladio y los seres queridos). El disco está integrado por 13 temas (más dos pistas adicionales para su edición digital) todos compuestos por Mai Meneses a piano y guitarra.
El título del álbum lo da una canción que Mai Meneses compuso en forma de nana para su hijo. El mismo día de su debut, Sólo muerdo por ti se alzó con el número 1 en ventas en iTunes.
Según las críticas musicales, se trata de un disco más claro y más directo. En cuanto a su sonido, es una vuelta a los orígenes de Nena Daconte.
El primer sencillo del álbum se titula Disparé y se presentó el 5 de marzo de 2013 con un videoclip rodado en la antigua fábrica de Pegaso a las afueras de Madrid, bajo la realización de Zoo y producción de SevenSenses.

### Suerte...(2019)[31]
Tras un tiempo viviendo en Dallas, Estados Unidos con su familia, buscando inspiración y descanso, debido al miedo escénico, retomó la producción musical.

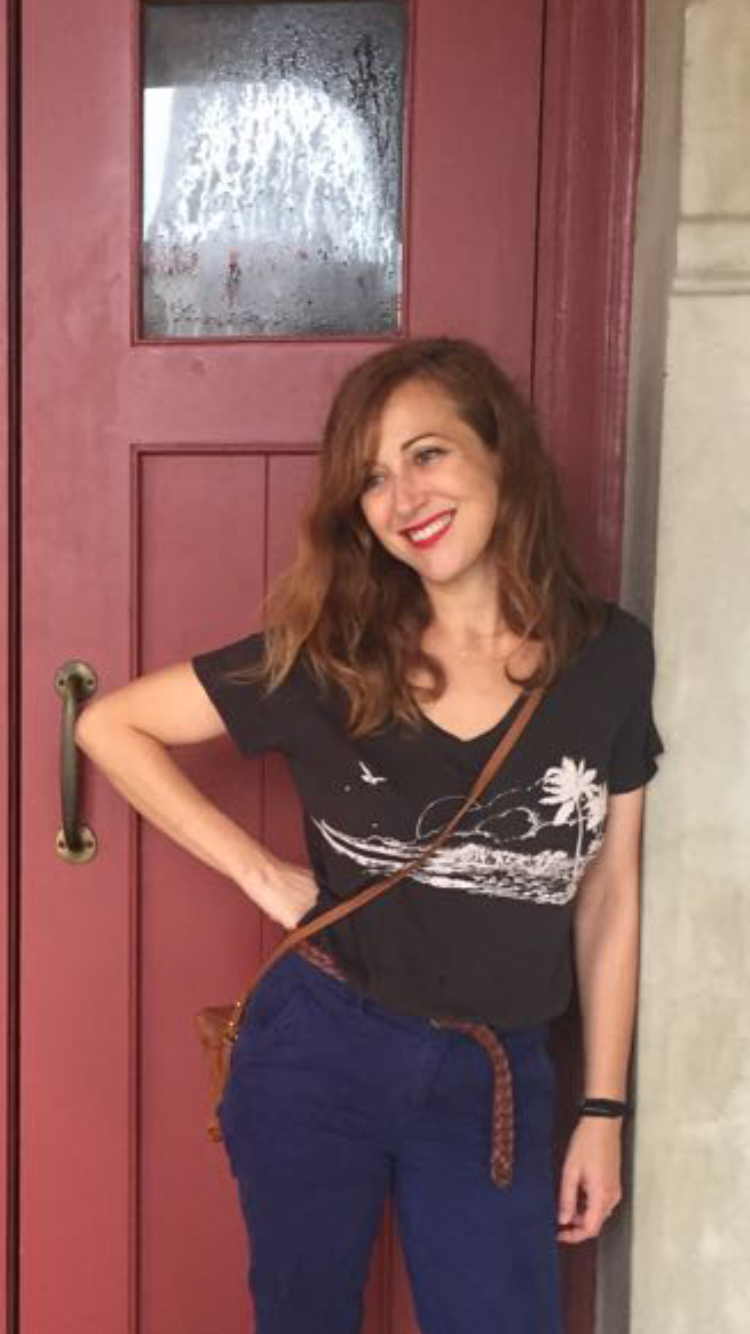
Nena Daconte en Dallas, EE. UU.

En marzo de 2019 publica su quinto álbum de estudio titulado Suerte… producido por Paco Salazar en su estudio madrileño. Este trabajo está compuesto por 7 temas. A finales de 2018 ya adelantaba pequeñas pistas de lo que iba a signiﬁcar su regreso, estrenando por sorpresa en Spotify y otras plataformas de streaming un soft release titulado «Amanecí», que acumuló en su estreno más de 100.000 reproducciones, y publica el videoclip de su primer sencillo del disco, «Mi mala suerte», rodado en Madrid y Barcelona. En marzo de 2019 estrena el vídeo del segundo sencillo grabado en Rumanía, «La llama».

## Colaboraciones de Mai Meneses en otros proyectos
| Año  | Artista                  | Canción                           | Álbum                               |
| ---- | ------------------------ | --------------------------------- | ----------------------------------- |
| 2004 | Inma Serrano             | Mi amor                           | Soy capaz y pequeñas joyas          |
| 2009 | Coti                     | Perdóname                         | Malditas canciones                  |
| 2010 | Marta Sánchez            | Soy yo                            | De par en par                       |
| 2010 | Ana Torroja              | Sueña (compuesta por Mai Meneses) | Sonrisa                             |
| 2010 | Luis Alberto Segura (LA) | Tesoros                           | Homenaje a Antonio Vega             |
| 2011 | Airbag                   | Tráiler                           | Manual de montaña rusa              |
| 2012 | Banda sonora de La fuga  | Pero si tú no estás               | Banda sonora de La fuga (Telecinco) |

## Discografía

### Operación Triunfo
Álbumes en los que Mai participó.
- 2002 Gala 0. Grabación con sonido en directo del plató. Mai canta en solitario «How do I live». Vendido junto con el disco de la Gala 1.
- 2002 Gala 1. Mai canta con Elena Gadel el tema de Mecano «Me cuesta tanto olvidarte».
- 2002 Gala 2. Mai canta en solitario el tema de Céline Dion «Amar haciendo el amor».
- 2002 Gala 3. Mai canta en solitario el tema de Gloria Estefan «Volverás».
- 2003 Operación Triunfo: la fuerza de la vida. Mai canta con sus compañeros las canciones «Un segundo en el camino», «La fuerza de la vida» y «Let the sunshine», con ellos y Diego Torres «Color Esperanza», y a dúo con Tessa «Chiquitita». También incluye la canción de la Gala 1.
- 2003 Generación OT: Juntos. Mai canta con Mireia Montávez y Verónica Romero el tema de Mecano «Una rosa es una rosa».
- 2003 Operación Triunfo: Singles. Edición coleccionista. Recopilación de todos los sencillos que sacó a la venta cada concursante en solitario, además de un DVD con todos los videoclips.

### Mai Meneses
- 2003 Vuelve CD sencillo #10 España
- 2004 Mi amor CD sencillo (colaboración con Inma Serrano) #80 España

### Nena Daconte
- 2006: He perdido los zapatos
- 2008: Retales de carnaval
- 2010: Una mosca en el cristal
- 2013: Sólo muerdo por ti
- 2019: Suerte...

## Libros publicados
- Nena Daconte: Tenía tanto que darte (2022). ISBN 9788401029653